# 巴尔德马克达
巴尔德马克达，是西班牙马德里自治区的一个市镇。总面积52平方公里，总人口611人（2001年），人口密度12人/平方公里。